# دپروانک (گیومری)
دپروانک (ارمنی: եկեղեցի؛ انگلیسی: Dprevank) یک صومعه متعلق به کلیسای حواری ارمنی واقع در شهر گیومری، استان شیراک ارمنستان می‌باشد. ساخت و ساز این ساختمان در سده ۷ام میلادی؛ به پایان رسید. این بنا به سبک معماری ارمنی طراحی شده است.